# NGC 6393
NGC 6393 ist eine 15,7 mag helle Spiralgalaxie vom Hubble-Typ S? im Sternbild Drache.
Sie wurde am 7. Juli 1885 von Lewis A. Swift entdeckt.
NGC 6393 und NGC 6394 werden in modernen Katalogen gelegentlich vertauscht; im Katalog wird NGC 6393 auf der südlichen Position angegeben.